# Студёнка (приток Белой)
Студёнка — река в России, протекает в Воронежской области. Устье реки находится в 35 км по правому берегу реки Белой. Длина реки составляет 13 км.
Берёт начало в селе Кривоносово. Проходит через населённые пункты Новосёловка, Крамаренко и Новобелая.

## Данные водного реестра
По данным государственного водного реестра России относится к Донскому бассейновому округу, водохозяйственный участок реки — Айдар до границы РФ с Украиной, речной подбассейн реки — Северский Донец (российская часть бассейна). Речной бассейн реки — Дон (российская часть бассейна).
По данным геоинформационной системы водохозяйственного районирования территории РФ, подготовленной Федеральным агентством водных ресурсов:
- Код водного объекта в государственном водном реестре — 05010400412107000013083
- Код по гидрологической изученности (ГИ) — 107001308
- Код бассейна — 05.01.04.004
- Номер тома по ГИ — 07
- Выпуск по ГИ — 0